# Barclay James Harvest and other short stories
Barclay James Harvest and other short stories is het derde studioalbum van Barclay James Harvest (BJH).

## Inleiding
Ook voor BJH gold in de jaren zeventig het strakke stramien van album, optredens, vakantie en album. Soms schoot daarbij de vakantie erbij in. Dit stapelde zich op in 1971, wanneer het platenlabel Harvest Records niets ziet in een dubbelelpee met enerzijds een bandalbum en anderzijds een orkestalbum met The Boston Pops. Het was veel te kostbaar tegenover de verwachten verkoopcijfers. Het bleef bij een enkele elpee. Ondertussen was de band hun manager kwijt (vond BJH ook te duur) en ook orkestrator Robert John Godfrey was in 1971 terzijde geschoven. Voortaan zou Martyn Ford leiding geven aan het Barclay James Harvest orkest en ook de arrangementen verzorgen. Tot overmaat van ramp was hun muziekproducent Norman Smith niet beschikbaar; hij maakte een korte loopbaan als zelfstandig musicus Hurricane Smith. Gelukkig wist hij wel een plaatsvervanger in Wally Waller dan nog bassist van The Pretty Things, maar onervaren als producent (hij zou maar weinig albums produceren). Daartegenover stond dat BJH kon opnemen in de Abbey Road Studios in Londen, direct nadat ze op 5 juli 1971 nog een aantal nummers had opgenomen voor de BBC. Die onervarenheid leidde tot een overschrijding van de opname tijd, oorspronkelijk alleen juli en augustus 1971 en een wat ongepolijst klinkend album. Dit werd mede veroorzaakt doordat Wally Waller tijdens de opnamen geen idee had waar de band naar toe wilde, maar samen kwamen ze een heel eind (aldus Lees). Doordat de opnametijd uitliep, werd ze nog eens onderbroken door concertverplichtingen. Opnamen startten opnieuw in oktober 1971, maar op gegeven moment was de tijd en het budget opgebruikt; het album moest sowieso verschijnen. Bovendien had Harvest Records enigszins haast om het album uit te brengen, dan kon het nog een beetje meeliften op het succes van Once again.    
Ook de platenhoes lijkt in dat gehaaste straatje te passen. Het werd een zwarte hoes met foto’s van de bandleden ondersteund door een grafische weergave van een vlinder op de achterkant.

## Musici
- John Lees – zang , gitaar
- Les Holroyd – zang, basgitaar, toetsinstrument
- Woolly Wolstenholme – zang, toetsinstrumenten
- Mel Pritchard – drumstel
- Barclay James Harvest Orchestra onder leiding van Martyn Ford

## Muziek
| Nr. | Titel                           | Duur |
| --- | ------------------------------- | ---- |
| 1.  | Medicine man (Lees)             | 3:52 |
| 2.  | Somewhere there you know (BJH)  | 3:43 |
| 3.  | Harry’s song (Lees)             | 3:49 |
| 4.  | Ursula (The Swansea song) (BJH) | 2:51 |
| 5.  | Little lapwing (Holroyd)        | 4:54 |

| Nr. | Titel                          | Duur |
| --- | ------------------------------ | ---- |
| 1.  | Song with no meaning (Holroyd) | 4:18 |
| 2.  | Blue John’s Blues (Lees)       | 6:45 |
| 3.  | The poet (Wolstenholme)        | 5:33 |
| 4.  | After the day (Lees)           | 4:05 |

| Nr. | Titel                                       | Duur |
| --- | ------------------------------------------- | ---- |
| 10. | Brave new world (demoversie)                | 3:50 |
| 11. | She said (BBC 5 juli 1971)                  | 8:41 |
| 12. | Galadriel (BBC 5 juli 1971)                 | 3:06 |
| 13. | Ursula (The Swansea song) (BBC 5 juli 1971) | 2:53 |
| 14. | Someone there you know (BBC 5 juli 1971)    | 3:46 |
| 15. | Medicine man (BBC 15 maart 1972)            | 7:50 |

Harry’s song was één van de eerste liedjes die werd opgenomen. Ten tijde van de start van opnamen bevond het zich nog in sterk vereenvoudigde vorm. Lees bracht het in en de andere leden zagen er wel wat in. Het werd van een akoestisch lied een rocksong; het onderwerp is echter zeer simpel; Harry was gewijd aan een overleden papegaai bij de familie Lees. Andere liedjes uit die sessie waren Brave new world, dat uitgewerkt zou worden voor het veel later uitgebrachte Nexus (de band was toen al uit elkaar gevallen) en Hymn for a white girl, dat jarenlang de apotheose vormde van BJH-concerten. Someone there you know en Ursula vonden hun basis in een opgebroken verloving van Wolstenholme met ene Ursula, die in 2012 nog reageerde op het nummer. De verbreking was een gevolg van het uit elkaar groeien en dat zij niet lekker in haar vel zat. Wolstenholme schreef Ursula rond juni 1971 en was ook nog niet af toen de band ermee verder ging. Origineel zou het aan Little lapwing vastgelast worden, maar het platenlabel zette er wellicht per ongeluk toch de drie seconden stilte tussen; bij een heruitgave in 2012 werd dit pas hersteld. After the day van Lees gaat over de laatste bom der tijden, het sluit het originele album af met een knal.

## Nasleep
OOR's Pop-encyclopedie versie 1982 hield het op hun eerder gevormde mening; te veel pretenties, hetgeen al in 1972 bevestigd werd met “vreselijk overladen muziek”. Een notering in albumlijsten was niet weggelegd voor dit album. Voor zover bekend werden ook geen singles uitgegeven om het album te ondersteunen. Terugkijkend vond het album wel waardering binnen de progressieve rock; het werd vergeleken met werk van The Moody Blues en Electric Light Orchestra. er verschenen regelmatig heruitgaven van het album waarbij steeds aanvullende (bonus)tracks werden toegevoegd. In 2020 volgde een heruitgave met oorspronkelijke stereomix en een nieuwe mix via Esoteric Recordings.